# Konx-Om-Pax
Konx-Om-Pax, vlastním jménem Tom Scholefield je skotský hudebník a výtvarník. Studoval na Glasgow School of Art. Svůj pseudonym si zvolil podle skladby italského skladatele Giacinta Scelsiho. Své debutové album nazvané Regional Surrealism vydal v roce 2012. Téhož roku režíroval hudební videoklip k písni „Face to the Sky“ velšského hudebníka a skladatele Johna Calea. Rovněž je autorem obalů několika alb a natočil také několik krátkometrážních filmů.